# Sanne van Olphen
Sanne van Olphen (født 3. marts 1989 i Haag) er en hollandsk håndboldspiller som spiller for franske Mérignac Handball.
Hun har tidligere spillet for Toulon Saint-Cyr Var Handball, SønderjyskE Håndbold og Viborg HK som højre back.